# London Guarantee Building (Chicago)
Le London Guarantee Building (anciennement connu sous le nom de Stone Container Building ;  couramment appelé 360 North Michigan par les Chicagoans) est un bâtiment historique situé dans le secteur financier du Loop à Chicago, dans l'État de l'Illinois aux États-Unis. Cet immeuble, qui se trouve dans le quartier historique de Michigan–Wacker Historic District, à proximité de la Mather Tower et du 35 East Wacker, fut conçu par l'architecte Alfred S. Alschuler.

## Description

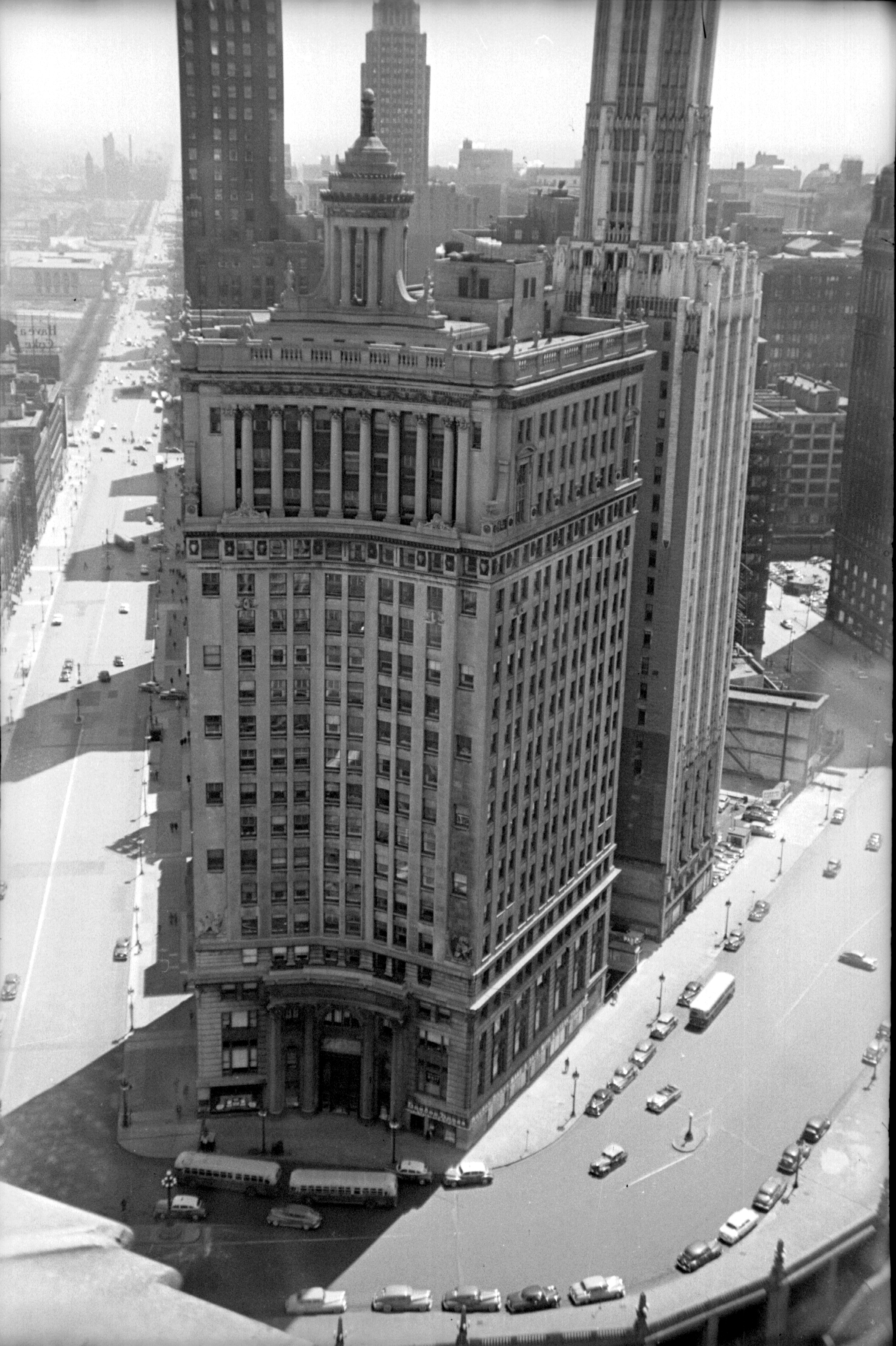
Lédifice en 1950

Le London Guarantee Building est connu pour être l'un des quatre gratte-ciel datant des années 1920 à se trouver face au pont de Michigan Avenue qui enjambe la rivière Chicago (avec la Tribune Tower, le Wrigley Building et le 333 North Michigan).
Il a été désigné Chicago Landmark (CL) le 16 avril 1996 par la ville de Chicago. En 2001, le building a été acquis par la société Crain Communications Inc. et est parfois connu comme étant le Crain Communications Building.
Le sommet de l'édifice ressemble au monument choragique de Lysicrates à Athènes, mais il est censé être le modèle de l'Hôtel de ville de Stockholm. Il est situé dans le quartier historique de Michigan-Wacker District. Le bâtiment se trouve sur la propriété anciennement occupée par le Hoyt Building de 1872 à 1921.
Du début des années 1960 jusqu'aux années 1980, les studios de WLS de Chicago (AM) étaient situés au cinquième étage de l'immeuble. Depuis plusieurs décennies, Paul Harvey a installé au quatrième étage son émission quotidienne de radio.